# Peder Hiort (højesteretsdommer)
 Der er flere personer med dette navn, se Peder Hiort.
Peder Sørensen Hiort (født 4. marts 1646, begravet 30. september 1709 i København) var en dansk embedsmand og etatsråd, bror til Jesper Hiort.
Han var søn af professor i etik Søren Pedersen Kalundborg (Calundanus) og Kirsten Casparsdatter Bechmann (27. januar 1614 - 20. maj 1659) og antog navnet Hiort. Hiort blev 1680 sekretær, kancelliråd og assessor i Kancelliet og senere assessor i Højesteret og etatsråd. Fra 1687 ejede han herregården Gunderupgård, som han få år senere afhændede til Tøger Hofman (død 1692).
Han blev gift 29. oktober 1672 med Anna Winding (begravet 9. november 1730).
Hans Trojel udgav i 1709 Den i Fødselen velbyrdige, i Livet velskickede Herre Peder Hiort, Estats-Juztitz- Cancellie- og Commercie-Raad, Assessor udi Høyeste-Rett hans Levnets Beskrivelse.